# Monique Desroches
 (janvier 2019).
Pour les articles homonymes, voir Desroches.
Monique Desroches, née à Grand-Mère (Québec) le 18 mars 1948, est une ethnomusicologue québécoise. 
Ses principales recherches portent sur les musiques rituelles tamoules en milieu créole et sur les musiques de scène dans l'espace touristique antillais. Ces sujets de recherche ont permis  d'ouvrir le champ de l'ethnomusicologie à des horizons d'analyse novateurs dont celui du rôle du corps dans l'esthétique et la stylistique des pratiques musicales,.

## Biographie
Née à Grand-Mère (ancienne ville du Québec aujourd'hui fusionnée avec la ville de Shawinigan) le 18 mars 1948, Monique Desroches obtient un bacc ès Arts au collège Jean-de-Brébeuf de Montréal en 1969, avant d'effectuer des études de psychologie à l'université de Montréal, un baccalauréat de musicologie à l'université de Sherbrooke (école de musique Vincent-d'Indy) en 1974, suivi d'une maîtrise en musicologie (spécialité ethnomusicologie) en 1977 à l'université de Montréal. En 1986, elle termine la rédaction de sa thèse de doctorat (PhD) portant sur la musique rituelle tamoule à la Martinique, doctorat d'ethnomusicologie à l'université de Montréal qu'elle obtient en 1987. L'année 1987-1988 fut consacrée à un stage post-doctoral à la School of Oriental and African Studies (SOAS) de Londres et à l'université d'Aix-Marseille.
Après des recherches portant sur la musique des Inuits au Canada (1974-1977), au sein du groupe de recherche en sémiologie musicale (directeur : Jean-Jacques Nattiez), elle se tourne vers celle des Antilles en 1978 puis, en 1987, elle poursuit ses recherches dans les îles de l'archipel de l'océan Indien des Mascareignes plus particulièrement  sur la musique tamoule. De 1978 à 1986 elle est assistante, puis agente de recherche au sein du Centre de Recherches Caraïbes de l'université de Montréal, dont elle gérera la station de recherche à la Martinique, le Centre du Fonds St-Jacques, situé dans la commune de Sainte-Marie (Martinique) en 1978, 1979, puis en 1984.
À partir de 1988, elle est engagée comme professeure à temps plein à l'Université de Montréal, où elle restera jusqu'en 2015. Outre ses fonctions de professeure et de chercheuse, elle assumera diverses fonctions administratives facultaires dont celles de secrétaire de faculté, d'adjointe du doyen à la recherche et de directrice de deux laboratoires de recherche à la Faculté de musique. On lui doit également la mise sur pied en 1989 et la gestion d'une collection d'instruments de musique du monde dont le nombre s'élevait en 2015 à plus de 750 instruments. Celle-ci sert désormais de soutien à l'enseignement, à la recherche et au rayonnement de la Faculté de musique de l'UdeM.
Puis elle crée, en 1995, le Laboratoire de Recherche sur les musiques du monde (LRMM) afin de permettre à de nouveaux chercheurs et étudiants de se rassembler autour de cette discipline. Ce laboratoire est maintenant doté d'une documentation spécialisée sur les musiques du monde  (livres, articles, partitions musicales, disques, CDs, cédéroms, et archives inédites (enregistrements de terrain non commerciaux, conférences en ethnomusicologie).
En 2010, elle fonde le LEO (Laboratoire d'ethnomusicologie et d'organologie). Ce laboratoire abrite la collection scientifique d'instruments de musique du monde que Monique Desroches a initiée en 1989. Elle compte plus de 750 instruments. Les projets de recherche autour de cette collection portent sur des regards pluridisciplinaires sur le geste musical, l'esthétique, l'articulation authenticité - tradition musicale et spectacle touristique et, dans une moindre mesure, sur la performance practice. L'équipe a réalisé une dizaine d'expositions publiques et trois expositions virtuelles.
Depuis 2010, elle co-dirige, avec Luc Charles-Dominique et Yves Defrance, la Collection Musiques et Anthropologies de L'Harmattan et participe ainsi de manière active à la revalorisation de l'ethnomusicologie dans les sciences humaines. Monique Desroches codirige également avec Luc Charles-Dominique le CARGO, un réseau de chercheurs spécialisés dans les Caraïbes créolophones et les îles de l'océan Indien. Elle a poursuivi la codirection d'étudiants au doctorat jusqu'en 2020 et participe toujours à des jurys de thèse dans diverses universités tant au Québec qu'à l'international.
Retraitée de l'université de Montréal depuis 2015, elle poursuit quelques activités académiques, dont la rédaction d'articles et d'ouvrages scientifiques, des enseignements ponctuels en ethnomusicologie, la codirection de thèses et la participation à des jurys de thèse.

## Travaux et réalisations
Ses recherches sur la musique tamoule portent sur le rôle de la musique dans les rituels sacrificiels aux Antilles françaises et aux Mascareignes. Par ailleurs, Monique Desroches poursuit  d'autres recherches dans l'espace touristique martiniquais afin de saisir le lien unissant identité culturelle, tradition musicale, esthétique et  mise en spectacle. Elle questionne plus précisément la place et le rôle du corps dans les signatures stylistiques et esthétiques des musiques et des danses qui y sont interprétées.
Sa bibliographie (ici, partielle) traduit le dynamisme de la chercheuse : rédaction de livres, d'articles, réalisation de CDs et de cédéroms, mise sur pied de colloques scientifiques, d'expositions virtuelles et concrètes sur les musiques du monde, conférences publiques, émissions radiophoniques.

### Livres
- Monique Desroches, Sophie Stévance et Serge Lacasse, Quand la musique prend corps, Presses de l'Université de Montréal, 2014, 385 p..
- Monique Desroches, Marie-Hélène Pichette, Claude Dauphin et Gordon Smith, Territoires musicaux mis en scène, Presses de l'Université de Montréal, 2011, 418 p..
- Jean Benoist, Monique Desroches, Gerry L'Étang et Gilbert Ponaman, L'Inde dans les arts de la Guadeloupe et de la Martinique. Héritages et innovations, Matoury, Ibis rouge éditions, Presses universitaires créoles, 2004, 138 p..
- Monique Desroches et Ghyslaine Guertin, Construire le savoir musical, Paris, Éditions L'Harmattan, 2003, 384 p..
- Tambours des dieux. Musique et sacrifice d'origine tamoule en Martinique, Montréal, L'Harmattan, 1996, 180 p..
- Les Instruments de musique traditionnelle (collaboration de Lyne-Rose Beuze), Fort-de-France, Éditions Bureau du Patrimoine, Conseil régional de la Martinique, 1989, 87 p..

### Articles et chapitres de livres
- « Musique et rituel: significations, identité et société : Musiques et cultures », dans Jean-Jacques Nattiez, Musiques. Une encyclopédie pour le XXIe siècle, t. 3, p. 538-556.
- Monique Desroches et Ghyslaine Guertin, « Musique, authenticité et valeur : Musiques et cultures », dans Jean-Jacques Nattiez, Une encyclopédie pour le XXIe siècle, t. 3, p. 743-755.
- « Indo-créolité, mémoire et construction identitaire : Pessac: Maison des sciences de l'Homme d'Aquitaine », dans Christian Lerat, Le monde caraïbe. défis et dynamiques, t. I, 2005, p. 385-392.
- « Musique, rituel et construction du savoir », dans Monique Desroches et Ghyslaine Guertin, Construire le savoir musical. Enjeux épistémologiques, esthétiques et sociaux, Paris, L'Harmattan, 2003, p. 207-219.
- « Musique et identité culturelle des tamouls de la Réunion », dans Jean-Luc Bonniol, Gerry L'Étang, Jean Bernabé et Raphaël Confiant, Au visiteur lumineux, Ibis Rouge Éditions, GEREC- F/ Presses universitaires créoles, 2000, p. 321-330.
- Monique Desroches et Jean Benoist, « Musiques, cultes et société indienne à la Réunion », Anthropologie et Sociétés, vol. 21, no 1,‎ 1997, p. 39–52 (ISSN 0702-8997 et 1703-7921, DOI https://doi.org/10.7202/015460ar, lire en ligne, consulté le 4 février 2020).
- Monique Desroches et Ghyslaine Guertin, « Regards croisés de l'esthétique et de l'ethnomusicologie », Protée, vol. 25, no 2,‎ automne 1997, p. 77-83.
- « Créolisation musicale et identité culturelle aux Antilles françaises », Revue canadienne des études latino-américaines et caraïbes, vol. 17, no 34,‎ 1992, p. 41-51.
- Monique Desroches et Jean Benoist, « Tambours de l'Inde à la Martinique. Structure sonore d'un espace sacré », dans Études créoles. Culture, langue, société, vol. V, 1982, chap. 1-2, p. 39-58.
- « Les pratiques musicales, image de l'histoire, reflet d'un contexte : Guadeloupe et Martinique. Des îles aux hommes », dans Jean-Luc Bonniol, Historial antillais, t. I, Adjani Éditions, 1981, p. 491-500.
- « Validation empirique de la méthode sémiologique en musique : le cas des indicatifs de tambour dans les cérémonies indiennes en Martinique », dans Norma McLeod, Erich Stockmann et Yoshihiko Tokumaru, Yearbook of the International Folk Music Council, vol. 12, 1980, p. 67-76.